# François Zufferey
François Zufferey (* 1950) ist ein Schweizer Romanist, Provenzalist, Philologe und Hochschullehrer.

## Leben
François Zufferey stammt aus dem Wallis. Er studierte an der Universität Lausanne Mittelfranzösisch, Griechisch und Latein und promovierte im Jahr 1983 mit einer Dissertation über die Sprache der provenzalischen Trobadore. Er arbeitete als Assistent bei Charles Roth (1914–2001) an der Universität Lausanne, forschte während eines Jahresaufenthalts am Istituto Svizzero di Roma und später in Barcelona und in Oxford. Seit 1982 hatte er Lehraufträge an den Universitäten von Bern und Neuenburg, seit 1987 war er als Professeur associé an der Faculté des lettres der Universität Lausanne tätig.
Seine wissenschaftliche Forschung betrifft vor allem die galloromanischen Literaturen des Mittelalters mit Schwergewicht auf den Werken der provenzalischen Dichter, die Untersuchung und Edition sprachlicher Quellen aus dem Gebiet der Westschweiz im Mittelalter sowie die Dialektologie des frankoprovenzalischen Sprachraums. Zusammen mit der Übersetzerin Valérie Fasseur gab er 2014 den Text des provenzalischen höfischen Romans Flamenca in einer zweisprachigen okzitanisch-französischen Publikation neu heraus.
Von 2001 bis 2008 war François Zufferey Delegierter des Kantons Waadt in der Philologischen Kommission des Wörterbuchprojekts Glossaire des patois de la Suisse romande, im Jahr 2009 wurde er Mitglied des Comité des Travaux Historiques et Scientifiques in Paris. Er gehörte dem wissenschaftlichen Beirat der Zeitschrift Cultura Neolatina und den Redaktionen der Revue de linguistique romane und der französischen Reihe Romania an.

## Werke (Auswahl)
- Artikel für das Historische Lexikon der Schweiz über Ernest Schüle.
- La Chanson de saint Alexis. Essai d'édition critique de la version primitive avec apparat synoptique de tous les témoins. Paris 2020.
- mit Valérie Fasseur: Flamenca. Texte édité d’après le manuscrit unique de Carcassonne. Zweisprachig Okzitanisch-Französisch. Paris 2014.
- «Le Roi Leïr». Versions des XIIe et XIIIe siècles. Paris 2015.
- Recherches linguistiques sur les chansonniers provençaux. 1983.
- Toponymie de Belmont.In: Belmont-sur-Lausanne. Hier et aujourd’hui. 850 ans. Commune de Belmont-sur-Lausanne 2014, S. 28–37.
- Apostille linguistique aux «Épitaphes du roi de Sicile». In: Romania. Revue trimestrielle consacrée à l’étude des langues et des littératures romanes, 131, 2013, S. 128–129.
- Pierre de Saint-Cloud, trouvère normand. In: Romania. Revue trimestrielle consacrée à l’étude des langues et des littératures romanes, 2012, 130, S. 1–39.
- Réflexions linguistiques sur le terme «romand». In: M. Valet, O. Robert (Hrsg.): Un siècle de Musée Romand. Musée romand, exposition du 1er juin 2012 au 31 mai 2013. Château de La Sarraz 2012, S. 39–43.
- Genèse et tradition du roman de «Renart». In: Revue de linguistique romane, 75, 2011, S. 127–189; 641–648.
- Archéologie alexienne: le «scriptorium» de Saint Albans. In: Romania, 128, 2010, S. 1–28.
- Histoire interne de l'occitan. In: Romanische Sprachgeschichte. Histoire linguistique de la Romania, 2009, S. 2998–3020.
- La singularité francoprovençale au sein du domaine gallo-roman. In: Les Documents, RéseauPatrimoines, Association pour le patrimoine naturel et culturel du canton de Vaud, 11, 2009, S. 13–16.
- Particules affirmatives et partition du domaine gallo-roman. In: Hans-Rudolf Nüesch (Hrsg.): Galloromanica et Romanica. Mélanges de linguistique offerts à Jakob Wüest. A. Francke Verlag 2009, S. 287–310.
- La tradition manuscrite du «Saint Alexis» primitif. In: Romania, 125, 2007, S. 1–45.
- Considérations onomastiques sur «Trubert». In: Romania, 125, 2007, S. 481–497.
- Perspectives nouvelles sur l’«Alexandre» d’Auberi de Besançon. In: Zeitschrift für romanische Philologie, 123, 2007, S. 385–418.
- Toponymie. In: Lavaux, vignoble en terrasses. Editions Favre, Lausanne 2007, S. 183–187.
- Robert de Boron et la limite nord du francoprovençal. In: Revue de linguistique romane, 70, 2006, S. 431–469.
- Paradigmes perdus et biographies des troubadours. In: Revue de linguistique romane, 69, 2005, S. 369–403.
- Henri de Valenciennes, auteur du «Lai d’Aristote» et de la «Vie de saint Jean l’Evangéliste». In: Revue de linguistique romane, 68, 2004, S. 335–357.
- Traces de francoprovençal chez trois auteurs originaires de la région de Mâcon: Hugues de Berzé, Renaut de Bâgé et Aimon de Varennes. In: Aux racines du francoprovençal. Actes de la conférence annuelle sur l’activité scientifique du Centre d’études francoprovençales (Saint-Nicolas, 20-21 décembre 2003), Aosta 2004, S. 39–57.
- Les chansonniers provençaux: informatique et éditions diplomatiques. In: Testi, manoscritti, ipertest: Compatibilità informatica e letteratura medievale, Florenz 1998, S. 137–144.
- Langues et parlers. In: Les pays romands au Moyen Age, Lausanne 1997, S. 393–404.
- Recherches linguistiques sur les chansonniers provençaux. Genf 1987.
- Bibliographie des poètes provençaux des XIVe et XVe siècles. Droz, Genf 1981.

## Ehrungen
- Prix de La Grange (2016)
- Prix Docteur Frédéric Nessler (1974)